# 熊谷実音
熊谷 実音（くまがい みお、2016年〈平成28年〉2月10日 - ）は、日本の子役。テアトルアカデミー所属。

## 出演

### 舞台
- オノマトペイント～ソラノカアリ～（2022年7月14日 - 18日、Artware hub KAKEHASHI MEMORIAL） - アカリ（6） 役
- 猫の配達員（2025年6月21日 - 22日、Artware hub KAKEHASHI MEMORIAL）

### TV
- パニパニパイナ！3（2022年7月 - 、チャンネル銀河） - ユズ 役

### その他
- PALETTE 歌唱LIVE（2023年12月21日、テアトルアカデミー）